# Abteilungsleiter
Abteilungsleiter (en español: Líder de sección o Jefe de Departamento), también era una posición política administrativa de nivel medio del Partido Nacionalsocialista Obrero Alemán, a menudo en manos de funcionarios políticos del personal adscrito a varios Gaue en toda Alemania. La posición de Abteilungsleiter no era un rango político real del Partido Nacionalsocialista, sino un título que tenía un miembro del partido además de su rango formal. La posición se creó por primera vez en 1933, después de que los nacionalsocialistas obtuvieron el poder en Alemania.
También existía un rango de Unterabteilungsleiter, literalmente "Líder de Sección Menor".
Desde 1933 hasta 1939, no había ninguna insignia exterior para denotar la posición de Abteilungsleiter. Esto cambió con el estallido de la Segunda Guerra Mundial, cuando se creó un nuevo sistema de brazaletes políticos para denotar la posición de "Líder de Departamento" al cual se incorporó el título anterior de Abteilungsleiter.